# Pedro Francisco de Lanini
Pedro Francisco Lanini y Sagredo (¿1640 - 1715?), dramaturgo español del Siglo de Oro.

## Biografía
Por un expediente encontrado por Cristóbal Pérez Pastor sabemos que era hijo de Jacinto Lanini, familiar del Santo Oficio de Toledo, a su vez hijo de Antonio Lanini y Dominica Zalli, naturales del Borgo San Lorenzo, en el Ducado de Florencia, y María Priami Sagredo, hija de Pedro Priami, natural de Lucca, y de doña Micaela de Sagredo, de Madrid. En la indagación sobre su limpieza de sangre en 1664 descubierta por Pérez Pastor dice ser hidalgo. Unos dicen que era madrileño, y otros que valenciano. Sin embargo, en documentos relativos a su hermana Bárbara Lanini (m. 1708), esposa del Gobernador de Costa Rica Juan Francisco Sáenz-Vázquez de Quintanilla y Sendín de Sotomayor, se ve que la familia era madrileña e incluso que tuvo casas en la calle del Caballero de Gracia.
Escribió piezas teatrales por espacio de cincuenta años. Fue censor teatral al menos desde 1672 y hasta 1706, en que se jubiló. Todavía recibió dinero en 1714 y 1715 por algunas comedias, y poco más se conoce sobre su vida.

## Obra
Su obra dramática se inició en la década de los sesenta, y conoció un gran éxito no sólo popular, sino también en los ambientes cortesanos de Palacio. Escribió unas cuarenta comedias, contando las que elaboró solo y las que más gustaba hacer, las de varios ingenios en colaboración, para lo cual se asoció frecuentemente con Juan Bautista Diamante (El gran cardenal de España, fray Francisco Jiménez de Cisneros), Juan Claudio de la Hoz y Mota (El deseado príncipe de Asturias y jueces de Castilla), José de Cañizares (Cumplir a un tiempo quien ama con su Dios y con su dama) y Agustín Moreto (Santa Rosa de Perú, dejada incompleta al fallecer Moreto y que terminó Lanini). Otros colaboradores son menos conocidos, como Nicolás de Villarroel (El africano Nerón, Muley Ismael, sobre el asedio de Ceuta por el sultán Ismaíl de Marruecos (1646-1727) hacia el final del reinado de Carlos II, y La perla de Cataluña y peñas de Monserrate), Francisco González Bustos (El águila de la Iglesia, san Agustín), José Navarro (La coronación del rey de Polonia), Francisco de Villegas (La Eneas de la Virgen y primer rey de Navarra), Isidoro de Burgos Mantilla (Labrador, rey y monje), José Ruiz y Jacinto Hurtado de Mendoza (Resucitar con el agua, San Pedro de Mazara). Con otro autor desconocido compuso la comedia de bandolerismo en Cataluña Antonio Roca.
En solitario escribió las comedias La dama comendador (1663), El gran rey anacoreta, san Onofre y El hijo del carpintero, ambas autógrafas de 1674, Sitio y toma de Namur, Saber obligar a Dios para llegar a ser rey, El lucero de Madrid, Nuestra Señora de Atocha, Habladme en entrando, Allá van leyes do quieren leyes y mozárabes de Toledo (sobre la controversia de los misales mozárabe o romano) y la zarzuela Amor convierte las piedras o La nueva maravilla de la gracia, Juana de Jesús María, que fue prohibida por la Inquisición luego de impresa en 1678. Probablemente su última comedia, compuesta en 1715, fue El apóstol de Alemania, segundo San Pablo, San Norberte.
Adolece de cierta falta de originalidad, pues fue uno de los dramaturgos que más recurrieron a refundir piezas de dramaturgos anteriores, a las que otorgó una característica espectacularidad escénica. Entre estas destacan Antonio Roca, de Lope de Vega,  El falso profeta Mahoma, de Francisco de Rojas Zorrilla o Será lo que Dios quisiere, de Felipe Godínez. También cultivó la comedia burlesca paródica, reelaborando Darlo todo y no dar nada de Pedro Calderón de la Barca.
Es considerado también uno de los últimos buenos entremesistas del Siglo de Oro, y de este género han llegado unas once piezas suyas: El parto de Juan Rana o El colegio de los gorrones, por ejemplo. También escribió doce bailes, entre los que destacan Las alhajas para Palacio y La entrada de la comedia, y dos mojigangas Las casas de Madrid y El día del Corpus en Madrid. Compuso además muchas loas y autos sacramentales, como La restauración de Buda.